# The Secret of Monkey Island
The Secret of Monkey Island (с англ. — «Тайна острова Обезьян») — приключенческая компьютерная игра студии Lucasfilm Games, положившая начало юмористической серии игр Monkey Island. Игра The Secret of Monkey Island стала пятой игрой на основе движка SCUMM. Отцами этой игры стали геймдизайнеры Рон Гилберт, Тим Шейфер и Дэйв Гроссман.
Первоначально игра была выпущена в 1990 году на дискетах для Atari ST, Macintosh и PC (с EGA-графикой). Несколько месяцев позднее игра была переиздана для PC с VGA. А в июне 1992 года вышла CD-версия, включающая в себя музыку улучшенного качества и отрисованные элементы инвентаря (в предыдущих версиях инвентарь был полностью текстовым). Первоначально планировалось использование 12 глаголов, с помощью которых игрок мог взаимодействовать с игровым миром, но в CD-версии их количество было сведено к девяти.
15 июля 2009 года компания LucasArts выпустила ремейк игры под названием The Secret of Monkey Island: Special Edition с обновлённой графикой и музыкой и полностью сохранённым сюжетом. Ремейк был выпущен одновременно для PC, Xbox Live Arcade и iPhone/iPod touch.

## Сюжет
Игра начинается с того, что юноша с труднопроизносимым именем Гайбраш Трипвуд (Guybrush Threepwood), желающий стать пиратом, появляется на карибском острове Мêлéй (Mêlée Island).
Три пиратских лидера назначают ему три задания — найти клад, украсть идола из особняка губернатора острова Элейн Марли (Elaine Marley) и победить на дуэли Мастера клинка.
Однако как только Гайбраш выполняет третье задание, пират-призрак ЛеЧак (LeChuck) похищает Элейн и увозит её на остров Обезьян (Monkey Island). Гайбраш, к тому моменту вовлечённый в романтическую связь с Элейн, набирает команду из трёх человек, покупает у торговца подержанными кораблями Стэна корабль и отправляется на поиски таинственного острова в надежде спасти губернатора.
На острове Обезьян Гайбраш встречает некогда потерпевшего кораблекрушение отшельника по имени Герман Тухрот (Herman Toothrot), а также обнаруживает поселение каннибалов-вегетарианцев, которые помогают ему найти средство против призрачной команды ЛеЧака.

## Переиздание
15 июля 2009 года компания LucasArts осуществила переиздание игры под названием The Secret of Monkey Island: Special Edition. В отличие от оригинала, все персонажи ремейка были озвучены, причём озвучивание главных героев саги выполнено теми же актёрами, что и в игре The Curse of Monkey Island: Гайбраш — Доминик Армато, Элейн — Александра Бойд, ЛеЧак — Эрл Боэн. Претерпел изменения интерфейс — список глаголов и инвентарь были спрятаны до востребования. Помимо прочего, в игру введена трёхуровневая система подсказок. В сущности, новая версия включает в себя оригинальную игру, поэтому имеется возможность мгновенно переключаться между оригиналом и ремейком. Сделать это можно в любой момент без нарушения игрового процесса, однако при этом в оригинальном режиме игрок теряет все новшества, включая озвучивание персонажей.

## Отзывы и награды
| Сводный рейтинг    | Сводный рейтинг                         |
| Агрегатор          | Оценка                                  |
| ------------------ | --------------------------------------- |
| GameRankings       | PC: 81 %                                |
| Иноязычные издания |                                         |
| Издание            | Оценка                                  |
| CVG                | 94 %                                    |
| Dragon             | [ 3 ]                                   |
| Amiga Power        | 90 %                                    |
| Amiga Action       | 90 %                                    |
| The One            | 92 %                                    |
| Amiga Computing    | 90 %                                    |
| Zero               | 84                                      |
| ACE                | 922 (Amiga) 918 (Atari ST) 915 (IBM PC) |
| Mega               | 91 %                                    |

| Сводный рейтинг | Сводный рейтинг | Сводный рейтинг |
| Издание         | Оценка          | Оценка          |
| Издание         | PC              | Xbox 360        |
| --------------- | --------------- | --------------- |
| GameRankings    | 86,08 %         | 87,73 %         |